# Chapelet
Pour les articles homonymes, voir Chapelet (homonymie).
Un chapelet est un objet de dévotion religieuse généralement constitué de grains enfilés sur un cordon formant un cercle. Utilisé dans diverses traditions religieuses (sous des noms différents), le chapelet permet de compter, en égrenant les grains, des prières récitées de manière répétitive. Ces grains sont en matériau d'origine diverse, souvent ordinaire (bois, os, noyaux, métal) mais également précieux (ivoire, corail, pierre précieuse, perle).

## Étymologie
Le mot français chapelet est un dérivé du mot chapeau dont la forme ancienne était chapel. À l'origine (v. 1200), il désigne une coiffe, une couronne de fleurs et devient un terme à usage religieux par analogie avec les couronnes de roses, dont on ornait la tête des statues mariales (cf. rosaire). Synonymes : suite, série, défilé. On dit un chapelet de roses pour une suite de roses liées entre elles longitudinalement.

## Historique
Des colliers de perles, dents et coquillages ont fréquemment été trouvés dans les tombes antiques ou préhistoriques sans qu'on puisse leur accorder de signification religieuse.

## Fabrication

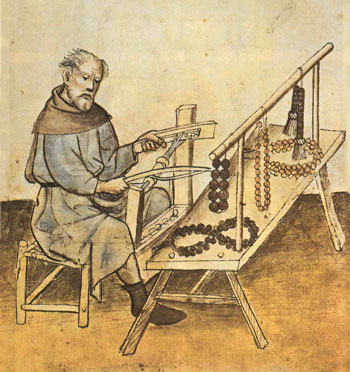
Fabricant de perles de chapelet (au tour à bois).

Ces objets peuvent se présenter sous différentes formes (croix, collier, bague, corde…), et réalisés en différents matériaux (bois, nacre, plastique, perle…). Le fabricant de chapelets catholiques est appelé en français le « patenôtrier ».
En Inde, selon un travail sur la pharmacopée traditionnelle hindoue, les chapelets hindous étaient fabriqués non pas à partir des graines de l’Azadirachta indica (nimba en sanscrit, et neem en hindi) qui étaient plutôt utilisées pour exorciser les démons et les esprits des morts, mais à partir d’Elaeocarpus ganitrus (rudraksha en sanscrit ou en hindi). Les Hindous utilisent toujours ces chapelets à base de rudraksha.
Les bouddhistes (et probablement les brahmanes) ont utilisé les graines noires de Sapindus mukorossi (aux vertus purifiantes ; également utilisées pour produire un savon).
Les graines de Caesalpinia bonducella servaient aussi à produire des chapelets, ainsi que des perles de colliers et de bracelets.

## Différents types de chapelets

### Christianisme

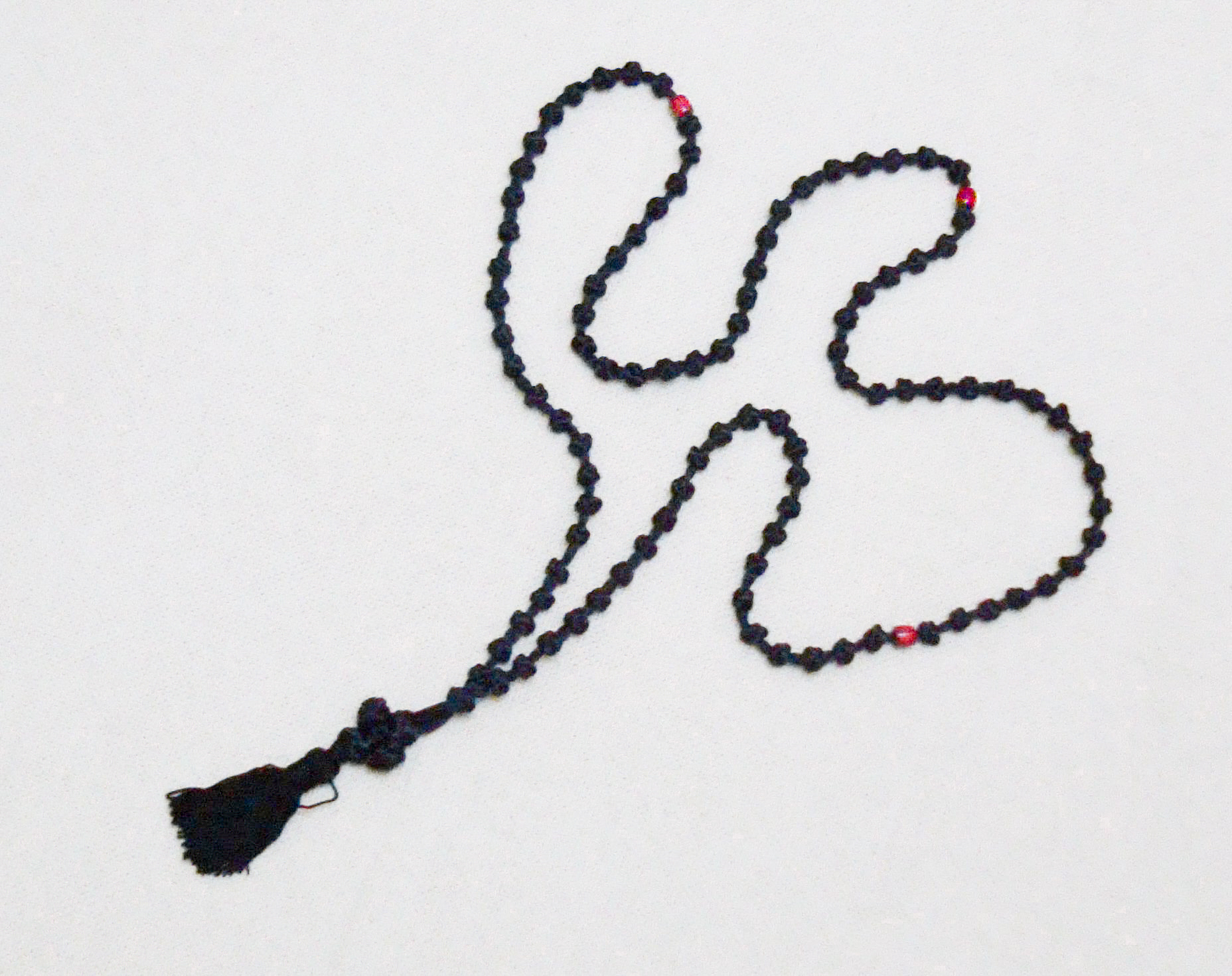
Tchotki orthodoxe.

Dans le christianisme, il existe différents types de chapelets selon les confessions, dont l'usage varie : le tchotki ou komboskini est un chapelet utilisé par les orthodoxes et les catholiques orientaux généralement composé de 33, 50, 100 ou 300 nœuds ; le lestovka, chapelet utilisé par les orthodoxes vieux-croyants.

#### Chapelets catholiques

##### Chapelet traditionnel
Le chapelet catholique traditionnel est composé de cinq dizaines de grains séparés par des gros grains ; c'est le modèle le plus courant et le plus connu. Par métonymie, le terme « chapelet » peut également désigner la série de prières que l'on récite avec un chapelet.
Il est principalement utilisé par les catholiques afin de prier le « chapelet » (autrement dit le rosaire), par la succession de Je vous salue Marie. Une « dizaine » de chapelet correspond à dix Je vous salue Marie. Trois tours de chapelet dits successivement constituent un « rosaire » : quinze dizaines (150 Je vous salue Marie, faisant référence au psautier romain), chacune étant associée à un mystère de la vie de Jésus (cinq joyeux, cinq douloureux, cinq glorieux). Le pape Jean-Paul II a ajouté une quatrième série de mystères qui se prient le jeudi, les lumineux, toutefois non obligatoires afin de prier le rosaire. Traditionnellement, chaque jour de la semaine est dédié à un des trois mystères : les mystères joyeux se méditent le lundi et le jeudi, les douloureux le mardi et le vendredi, les glorieux le mercredi, le samedi et le Dimanche — Prier le chapelet ne consiste pas simplement à répéter des prières mais à les méditer.
Le chapelet commence par la récitation du Credo (correspondant à la croix du chapelet), suivi d'un Notre Père (le premier grain), de trois Je vous salue Marie (le groupe de trois grains suivant, correspondant aux vertus théologales), et d'un Gloire au Père (le dernier grain avant la boucle). Ensuite chacune des cinq dizaines commence par un Notre Père (le grain isolé), suivi de dix Je vous salue Marie (le groupe de dix grains) et se terminant par un Gloire au Père.
Selon la tradition dominicaine, l'origine du rosaire et 15 promesses de grâces réservées aux dévots de la récitation du rosaire ont été faites par la Vierge Marie par l'intermédiaire de révélations privées à Dominique de Guzmán et Alain de La Roche. De plus, certaines grâces que l'on reçoit par la prière du rosaire ont été décrites par Louis-Marie Grignon-de-Montfort.

##### Chapelet des sept Douleurs
Il existe un chapelet constitué de sept septaines séparés par des médailles (plus rarement des gros grains) formant le cercle, auxquels s'ajoutent trois grains s'achevant par une médaille. Ce modèle très particulier est appelé Chapelet des sept Douleurs de la Vierge et trouve son origine au sein de l'Ordre des Servites de Marie. Il est utilisé en tant que dévotion à Notre-Dame des Douleurs, afin de prier et méditer sept douleurs éprouvées par la Vierge Marie au cours de sa vie avec son fils Jésus, telles que relatées dans les évangiles.
Lors des apparitions mariales de Kibeho au Rwanda entre 1981 et 1989, la Vierge aurait invité les voyants à la remise en avant du chapelet des sept Douleurs,.

##### Chapelet de la Miséricorde divine
Sœur Faustine répandit le chapelet de la Miséricorde divine qui, d'après son journal personnel (Petit Journal 474-476), lui aurait été directement dicté par Jésus Christ lors de visions le 13 et 14 septembre 1935,,,. D'après sa congrégation, ce chapelet est pratiqué sur un chapelet traditionnel mais ne doit toutefois pas être prié de la même manière: les dizaines ne doivent pas être entrecoupées d'intentions ou de méditations, qui doivent être demandées ou méditées au début, et la prière doit être entièrement récitée comme Jésus l'aurait dictée.
La prière de ce chapelet a principalement pour but d'implorer la miséricorde de Dieu le Père pour le priant et pour le monde entier par les mérites de la Passion du Christ. Faustine dira également que Jésus accorda des promesses particulières à la récitation de ce chapelet,.

##### Chapelet du Précieux Sang
On trouve parfois aussi des chapelets dits du Précieux Sang. La fête du Précieux Sang a été instituée par Pie IX pour perpétuer le souvenir de la victoire de l’armée française sur la révolution de 1849 qui chassa le pape de Rome. Cette fête rappelle aux fidèles toutes les circonstances où fut versé le sang du Christ. On en a tiré le chapelet du précieux sang (à ne pas confondre avec le chapelet à 12 grains par "dizaine" dit aussi du précieux sang qui aurait été révélé en 1995 à un jeune séminariste Nigérian : Barnabas Nwoye).

### Islam

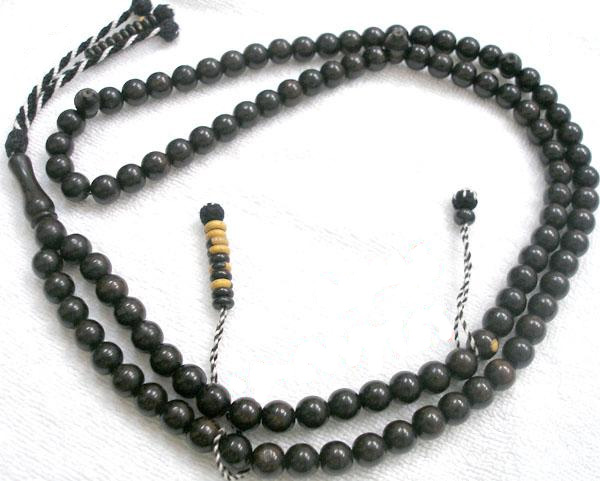
Misbaha musulman.

Le misbaha est un chapelet qui compte trente-trois ou quatre-vingt-dix-neuf grains (correspondant aux 99 noms qualifiant Dieu), ou même cent grains dans certaines confréries soufies. Deux gros grains divisent les grands chapelets en trois parties de trente-trois grains.
Traditionnellement, il sert à accomplir le « Dhikr Allah » (le rappel de Dieu) : tasbîh (glorification de Dieu), tahmîd (louange de Dieu), takbîr (proclamation de la grandeur de Dieu) et autres formules et prières.
Pour les musulmans, le Dhikr Allah est une injonction divine : « Vous qui croyez, rappelez Dieu d'un rappel incessant. » Coran, sourate 33, verset 41.

### Religions orientales

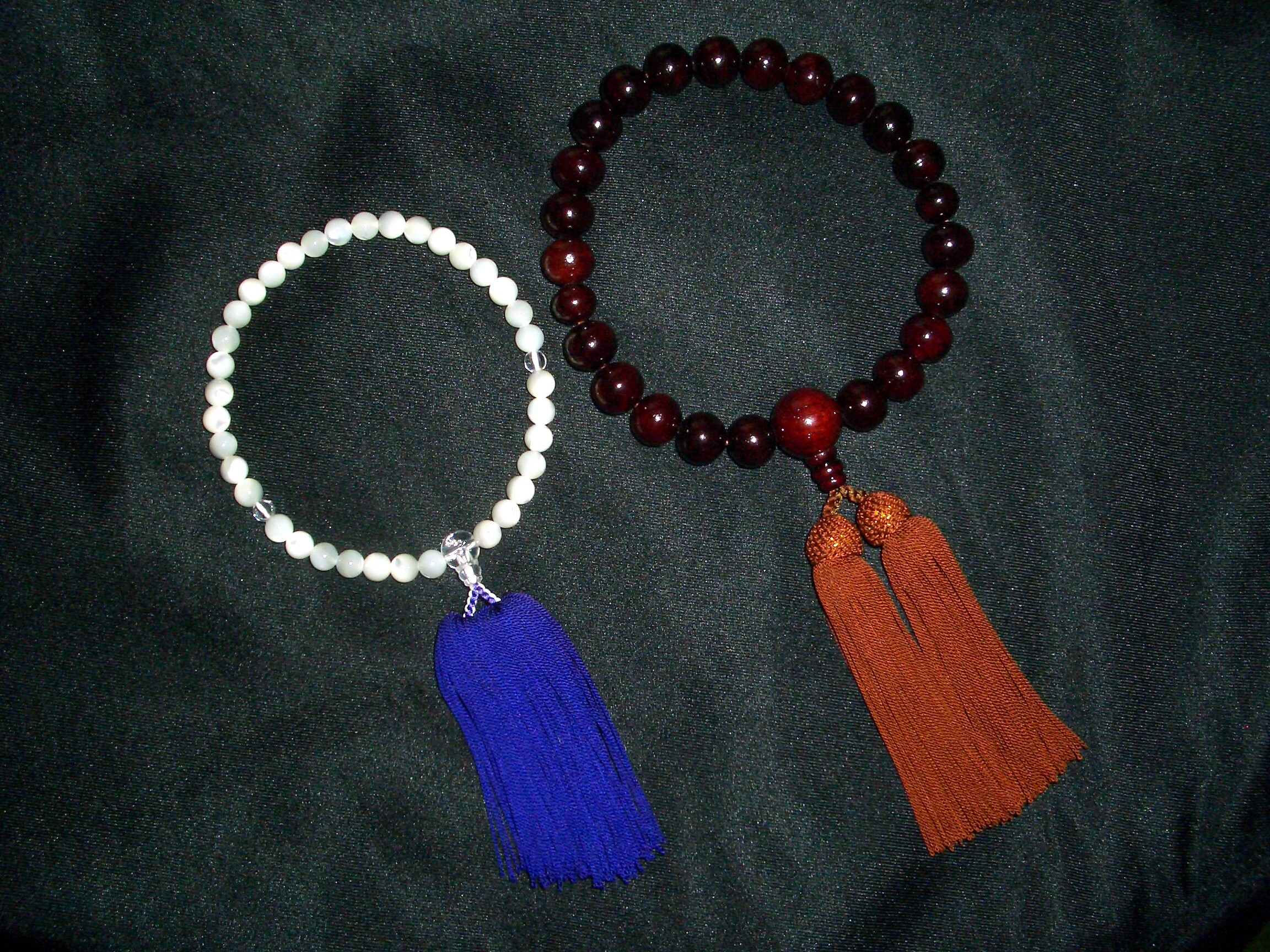
Chapelets bouddhiques, de type nenju (dits aussi mâlâ).

Le mâlâ est un chapelet utilisé dans l'hindouisme, le jaïnisme et le bouddhisme — où il est également appelé nenju juzu ou yu-dsu en Extrême-Orient — qui compte cent huit grains (27 dans l'amidisme) qui ont une signification symbolique. Le sikhisme utilise également une forme de mâlâ ainsi qu'une corde à quatre-vingt-dix-neuf nœuds.
Voir aussi le bracelet shamballa tibétain.

### Chapelets profanes
Le komboloï, objet grec ressemblant beaucoup à un chapelet, mais sans rapport à la religion, est utilisé pour se détendre ou s'occuper les mains.

#### Catholicisme
- Rosaire
- Chapelet de la Divine Miséricorde
- Prières associées au chapelet

#### Orthodoxie
- Komvoskhinion
- Lestovka
- Tchotki (avec le catholicisme oriental)

#### Islam
- Misbaha
- Tasbih
- Dhikr

#### Religions orientales
- Japa
- Mâlâ
- Nenju
- Mantra

#### Détente
- Komboloï
- Begléri